# Agaton Sax och det gamla pipskägget
Agaton Sax och det gamla pipskägget (1961) är Nils-Olof Franzéns femte roman om detektiven Agaton Sax.

## Handling
Den stora poliskongressen öppnas snart i London. Alla Europas polisministrar är på väg dit och den mest omtyckta, Brosniens polisminister Kossoparamonescono, är också på väg dit. Men han blir kidnappad av Chefen och utbytt mot en annan person. Denna person blir mycket populär på kongressen och blir kallad Det gamla pipskägget. Denna stjäl då Scotland Yards hemliga brottslingsregister.
Även Agaton Sax blir utsatt för kidnappningsförsök då han anländer till London, men klarar sig. Han tar sig in i Chefens hemliga lokaler och låtsas vara en av hans undersåtar. Boken avslutas med en sjödrabbning.